# Andrzej Hibner
Andrzej Hibner (ur. 27 lipca 1946 w Łodzi, zm. 14 grudnia 2020) – polski witrażysta i inżynier budownictwa.

## Życiorys
Urodził się w łódzkiej dzielnicy Chojny. Ukończył studia na Wydziale Budownictwa Lądowego na Politechnice Łódzkiej. Po studiach przez kilkanaście lat pracował jako inżynier w Biurze Projektów Przemysłu Lekkiego. Około 1985 roku, przy ul. Gdańskiej 56 w Łodzi, a następnie przy ul. Piotrkowskiej 243, prowadził pracownię, w której tworzył i odnawiał witraże, współpracując z Marią Brzeską. Był autorem witraży m.in. w Polsce, Argentynie i Stanach Zjednoczonych. Tworzył zarówno małe formy witrażowe, zawieszki i lampy, jak i witraże kościelne, a także zajmował się renowacją okien witrażowych. Był członkiem Stowarzyszenia Miłośników Witraży Ars Vitrea Polona.

### Życie prywatne
Był mężem wiceprezydent Łodzi – Elżbiety Hibner.
Został pochowany w części rzymskokatolickiej Starego Cmentarza w Łodzi.

## Realizacje

### Renowacje
- witraże w bazylice archikatedralnej im. Stanisława Kostki w Łodzi,
- witraże w willi Herbsta w Łodzi,
- witraże w pałacu Poznańskiego w Łodzi[1],
- witraże w Sali Klawesynowej Akademii Muzycznej w Łodzi[9].

### Realizacje
- witraż przestrzenny w domu weselnym w Ksawerowie (2010)[10][1]
- witraże w klasztorze kamedułów w Wigrach,
- witraże w Kościele Miłosierdzia Bożego w Toporowej Cyrhli w Zakopanem,
- witraże w Muzeum Gorzelnictwa w Łańcucie,
- witraże w Banku Handlowym w Łodzi,
- witraże w Banku Pocztowym w Łodzi,
- witraże w restauracji hotelu Savoy w Łodzi,
- witraże w restauracji Esplanada w Łodzi,
- witraże w willi Leopolda Kindermanna w Łodzi[11],
- witraże w Urzędzie Stanu Cywilnego w Willi Józefa Richtera w Łodzi,
- witraże w pałacu Schlosserów (późn. zakłady „Morfeo”) w Ozorkowie[5],
- witraże w Muzeum Uniwersytetu w Tartu(inne języki)[4],
- witraże w kościołach w Bielsku Podlaskim, Bielawach, Radomsku, a także w rezydencjach w Argentynie i Stanach Zjednoczonych[11].